# Alerán
Alerán fue conde de Barcelona, Ampurias, Rosellón y marqués de Gotia del 849 al 851 o 852.
En 848 Guillermo, hijo de Bernardo de Septimania, se acoge a Barcelona y Ampurias. En el verano de 849 Carlos el Calvo decidió atacar Aquitania. El conde Frédol le abrió las puertas de Tolosa y le ratificó en su cargo. Pipino II huyó y Carlos se presentó en Narbona para nombrar a Alerán como conde de Barcelona, Ampurias y Rosellón, y marqués de Gotia (847), en contra de la costumbre establecida de otorgar tal cargo a un noble de origen godo; asimismo concedió a Wifredo los condados de Gerona Besalú y a Salomón los condados de Cerdaña, Urgel y Conflent.
Alerán, era, posiblemente, conde de Troyes e hijo de Guillaume, conde de Blois, nieto de Eudes, conde de Orleans (suegro de Carlos el Calvo) y mantenía, con el linaje de Guillermo, una fuerte hostilidad por razones desconocidas.
Alerán no tuvo demasiadas dificultades para instalarse en sus condados, menos en Barcelona. Guillermo pidió ayuda del emir Abderramán II. Cuando en febrero de 850 Carlos el Calvo dejó Aquitania, los nobles volvieron a conceder su favor a Pipino II Sacho Sánchez (un noble enemigo de Carlos), se hizo con el poder en Burdeos y Gascuña, y Guillermo se presentó en Barcelona con los soldados árabes bajo el mandato de Abd al-Karim ben Mugith, asediando Gerona sin llegar a conquistarla. Carlos envió refuerzos y Guillermo fue derrotado, se refugió en Barcelona y fue apresado y ejecutado por los nobles partidarios del rey. Alerán entró en la ciudad en el 850.
Como represalia por la muerte de su aliado, los árabes atacaron y conquistaron Barcelona el 851-852 saqueando y diezmando la población, aunque se retiraron después. Posiblemente Alerán muriera en estos combates.
En el 852 se restableció la paz por medio del tratado (antes del 19 de agosto de 852).
| Predecesor: Guillermo de Septimania | Conde de Barcelona Junto a Isembard 849 - 852 | Sucesor: Odalrico |

- Datos: Q1382132